# セイン・カミュ Smoke Free Cafe
セイン・カミュ Smoke Free Cafe（セイン・カミュ スモーク・フリー・カフェ）は、TBSラジオで毎週日曜日に放送されていたトーク番組である。ノバルティスファーマの一社提供。

## 放送時間
- 毎週日曜21:30-21:59（プロ野球シーズン時、野球中継延長の時は休止）
- シーズンオフの時は17:30-17:59

## 出演者
- セイン・カミュ（公式ページ上ではマスターと記載）
- 御子柴明子（公式ページ上では常連客と記載）

## 概要
- 西麻布にあるという設定の架空のカフェ「Smoke Free」で、マスターのセイン・カミュが有名人とのトークをする番組。この番組のテーマは『マイセカンドバースデー』である。